# باول تايلور (لاعب كريكت)
باول تايلور (8 أغسطس 1964 في المملكة المتحدة - ) (بالإنجليزية: Paul Taylor)‏ هو لاعب كريكت بريطاني. لعب مع نادي مقاطعة ديربيشاير للكريكت ‏.

## وصلات خارجية
- باول تايلور على موقع إي آس بي آن كريك إنفو (الإنجليزية)